# The BNP Paribas Zurich Open 2012
Il The BNP Paribas Zurich Open 2012 è stato un torneo di tennis giocato sul cemento. È stata la 3ª edizione del The BNP Paribas Zurich Open, che fa parte dell'ATP Champions Tour, campionato riservato alle vecchie glorie del tennis mondiale.

## Partecipanti
| Nazionalità | Giocatore          |
| ----------- | ------------------ |
| Spagna      | Carlos Moyá        |
| Russia      | Marat Safin        |
| Germania    | Michael Stich      |
| Australia   | Pat Cash           |
| Svezia      | Stefan Edberg      |
| Australia   | Mark Philippoussis |
| Regno Unito | Tim Henman         |
| Francia     | Henri Leconte      |

- Valido per l'ATP Champions Tour

## Campione

### Singolare
Carlos Moyá ha battuto in finale  Stefan Edberg per 3-6, 7-5, 10-8.